# Корпорация Карнеги в Нью-Йорке
Корпорация Карнеги в Нью-Йорке — благотворительный фонд, созданный Эндрю Карнеги в 1911 году для поддержки образовательных программ по всей территории Соединенных Штатов, а затем и мира. Корпорация Карнеги предоставила или иным образом помогла создать учреждения, которые включают Национальный исследовательский совет Соединенных Штатов, центр Дэвиса по российским и Евразийским исследованиям, библиотеки Карнеги и детский телевизионный семинар. Она также в течение многих лет щедро финансировала другие благотворительные организации Карнеги, Фонд Карнеги за международный мир (CEIP), Фонд Карнеги по улучшению преподавания (CFAT) и Институт Карнеги (CIS).

## История

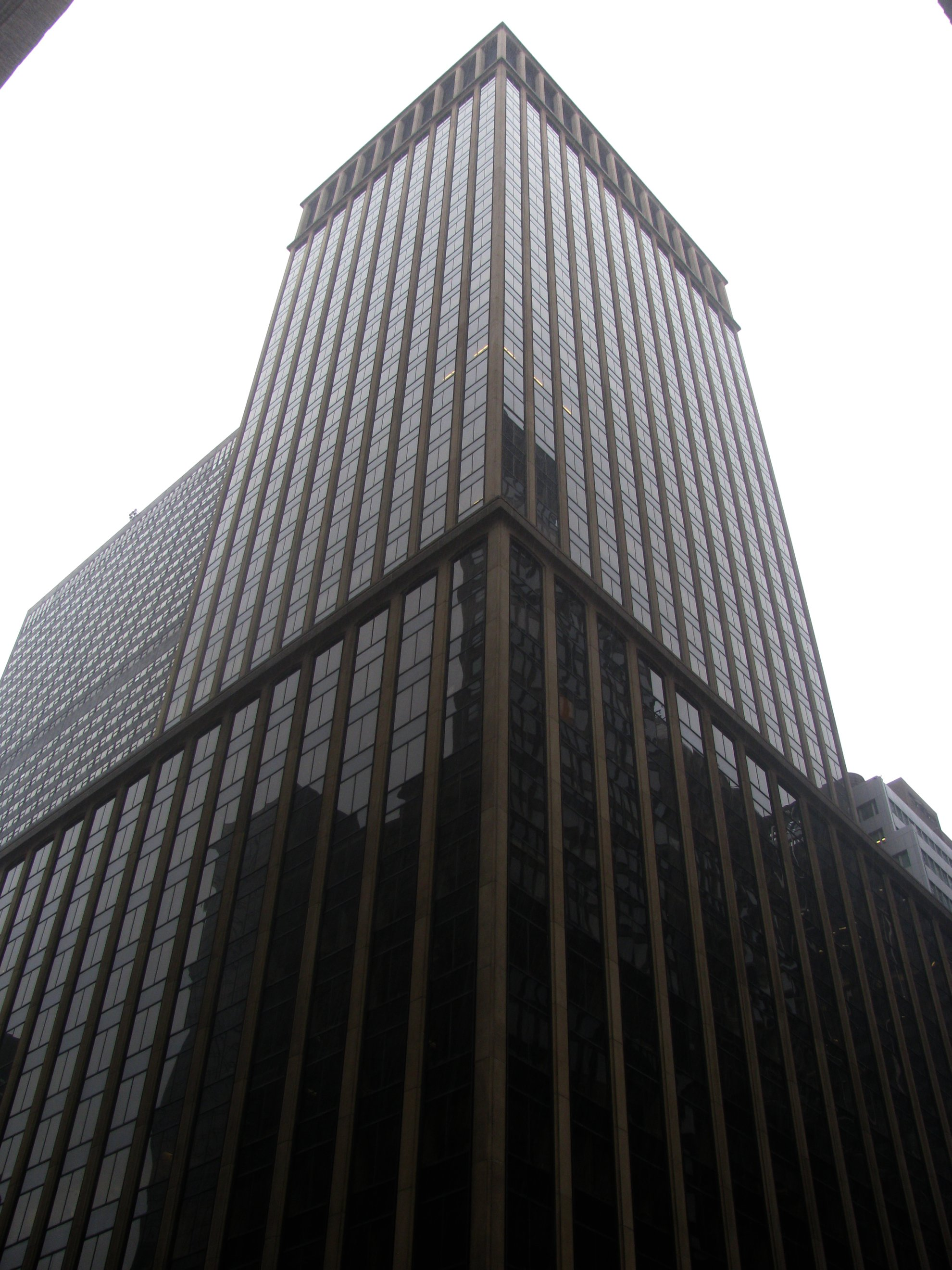
Штаб-квартира корпорации на 437 Мэдисон-авеню в Нью-Йорке

### Основание и ранние годы
К 1911 году Эндрю Карнеги выделил более 43 миллионов долларов на строительство публичных библиотек пяти организациям в США и трём в Великобритании и ещё почти 110 миллионов в других местах. Но через десять лет после того, как он продал сталелитейную компанию Карнеги, на его счетах осталось более 150 миллионов долларов, и в 76 лет он устал от филантропической деятельности. Его давний друг Элиу Рут предложил ему создать трастовую компанию. Карнеги перевел в неё большую часть своего оставшегося состояния и возложил на траст ответственность за распределение своего богатства после смерти. В предыдущей благотворительной деятельности Карнеги использовал обычные организационные структуры, и он выбрал корпорацию в качестве структуры для своего последнего и самого большого траста. Зарегистрированный в штате Нью-Йорк как корпорация Карнеги в Нью-Йорке, основной фонд корпорации, первоначально оцениваемый приблизительно в 135 миллионов долларов, 31 марта 1999 года имел рыночную стоимость 1,55 миллиарда долларов.
В 1911—1912 годах Карнеги выделил корпорации 125 миллионов долларов. В то время корпорация была крупнейшим благотворительным фондом. Карнеги зарезервировал часть активов корпорации для филантропии в Канаде и тогдашних британских колониях, распределение сначала называлось специальным фондом, затем Британским фондом доминионов и колоний, а затем программой Содружества. Устав поправки позволил корпорации использовать 7,4 процента своего дохода в странах, которые являются или когда-то были членами Британского Содружества.
В первые годы существования фонда Карнеги был президентом и попечителем. Его личный секретарь Джеймс Бертрам и его финансовый агент Роберт Франкс также выступали в качестве попечителей и, соответственно, секретаря корпорации и казначея. Этот первый исполнительный комитет принял большинство решений о финансировании. Другие места в совете директоров занимали ex officio президенты следующих пяти ранее созданных организаций Карнеги в США:
- Институт Карнеги (Питтсбург) (1896),
- Институт Карнеги (Вашингтон) (1902),
- Комиссия Фонда Героя Карнеги (1904),
- Фонд Карнеги для продвижения обучения (CFAT) (1905),
- Фонд Карнеги За международный мир (CEIP) (1910).

После смерти Карнеги в 1919 году попечители избрали штатного президента в качестве главного исполнительного директора и попечителя ex officio. В течение некоторого времени пожертвования корпорации происходили по образцам, установленным Карнеги. Гранты для публичных библиотек и церковных органов продолжались до 1917 года, а также шли другим организациям Карнеги, университетам, колледжам, школам и образовательным учреждениям. В письме Карнеги, адресованном первоначальным попечителям фонда, говорилось, что попечители «лучше всего будут соответствовать моим пожеланиям, используя свое собственное суждение». Стратегии корпорации изменились за многие годы, но остались сосредоточенными на образовании, хотя траст все больше финансировал научные исследования, убежденный, что нация нуждалась в большем количестве научной экспертизы и «научного управления». Он также работал над созданием научно-исследовательских учреждений для естественных и социальных наук. Корпорация предоставила крупные гранты Национальной академии наук / Национальному исследовательскому совету, Вашингтонскому институту Карнеги, Национальному бюро экономических исследований, ныне несуществующему институту пищевых исследований Стэнфордского университета и Институту Брукингса, а затем заинтересовалась образованием взрослых и непрерывным образованием, что явилось очевидным продолжением видения Карнеги библиотек как «Университета людей». В 1919 году он инициировал исследование американизации для изучения образовательных возможностей для взрослых, в первую очередь для новых иммигрантов.

### Фредерик П. Кеппель
С Фредериком П. Кеппелем в качестве президента (1923—1941) корпорация Карнеги перешла от создания публичных библиотек к укреплению библиотечной инфраструктуры и услуг, развитию образования для взрослых и добавлению художественного образования к программам колледжей и университетов. Гранты фонда в этот период обладали определённым эклектичным качеством и постоянством в избранных им направлениях.
Кеппель инициировал знаменитое исследование расовых отношений в Соединенных Штатах в 1944 году шведским социальным экономистом Гуннаром Мюрдалем в 1937 году, назначив иностранного наблюдателя его главой. Его идея о том, что эта задача должна быть выполнена кем-то, не обремененным традиционными отношениями или ранними предрассудками, привела к написанию Мюрдалем широко известной книги «Американская дилемма» (1944). Книга не оказала непосредственного влияния на государственную политику, но позже много раз упоминалась в юридических вопросах сегрегации. Кеппель считал, что фонды должны предоставлять факты и позволять им говорить за себя. Его убедительные труды по филантропии произвели неизгладимое впечатление в сфере его деятельности и повлияли на организацию и руководство многих новых фондов.
В 1927 году Кеппель совершил поездку по Африке к югу от Сахары и рекомендовал первый набор грантов для создания государственных школ в Восточной и Южной Африке. Другие гранты были направлены на развитие муниципальных библиотек в Южной Африке. В 1928 году корпорация создала комиссию Карнеги по проблеме бедных белых в Южной Африке. Более известная как «Исследование бедных белых Карнеги», она пропагандировала стратегии улучшения жизни сельских белых африканцев и других бедных белых в целом. В меморандуме, отправленном Кеппелю, говорилось, что «нет сомнений в том, что если туземцам предоставить полную экономическую свободу, то более компетентные из них вскоре опередят менее компетентных белых». Кеппель одобрил проект, который подготовил доклад, мотивированный его заботой о сохранении существующих расовых границ. Озабоченность корпорации так называемой «бедной белой проблемой» в Южной Африке исходила из подобных опасений по поводу бедных белых на американском Юге.

### Чарльз Доллард
Вторая Мировая Война и её непосредственные последствия были относительно неактивным периодом для Корпорации Карнеги. Чарльз Доллард присоединился к штату в 1939 году в качестве помощника Кеппеля и стал президентом в 1948 году. Фонд проявлял больший интерес к социальным наукам, и особенно к изучению человеческого поведения. Траст также вошел в международные дела. Доллард призвал его финансировать количественные, «объективные» исследования в области социальных наук, такие как исследования в области физических наук, и помогать распространять результаты через крупные университеты. Корпорация выступала за стандартизированное тестирование в школах для определения академических заслуг независимо от социально-экономического положения учащихся. Его инициативы также включали оказание помощи в создании Службы тестирования в области образования в 1947 году.
Корпорация определила, что США все больше нуждаются в политике и научной экспертизе в международных делах и поэтому связаны с программами регионоведения в колледжах и университетах, а также Фондом Форда. В 1948 году Фонд также предоставил посевное финансирование для создания Российского исследовательского центра в Гарвардском университете, сегодня известного как центр Российских и евразийских исследований Дэвиса, как организация, которая могла бы заниматься крупномасштабными исследованиями как с политической, так и с образовательной точек зрения.
В 1951 году в Южной Африке вступил в силу Закон О Групповых Областях, который фактически ввел в действие систему апартеида, что привело к политическому господству африканеров и лишению собственности многих африканцев, которым внезапно потребовалось жить только в определённых районах страны под страхом тюремного заключения за то, что они оставались владельцами домов в районах, предназначенных для белых. Корпорация Карнеги забрала свои филантропические усилия из Южной Африки в течение более чем двух десятилетий после этого политического изменения, переключив свое внимание с Южной Африки на развитие восточноафриканских и западноафриканских университетов.

### Джон Гарднер
Джон У. Гарднер был повышен с должности до президента в 1955 году. Гарднер одновременно стал президентом CFAT, который размещался в корпорации. Во время пребывания Гарднера в должности Корпорация Карнеги работала над повышением академической компетентности в области иностранных регионоведения и укрепила свою программу гуманитарного образования. В начале 1960-х годов он открыл программу непрерывного образования и финансировал разработку новых моделей для углубленного и профессионального обучения зрелых женщин. Важное финансирование было направлено на ключевые ранние эксперименты в области непрерывного образования для женщин с крупными грантами Миннесотскому университету (1960, содиректору Элизабет л. Клесс и Вирджинии л. Сендерс), Колледжу Рэдклиффа (1961, под руководством президента Мэри Бантинг) и Колледжу Сары Лоуренс (1962, под руководством профессора Эстер Раушенбуш). Интерес Гарднера к развитию лидерства привел к программе стипендиатов Белого дома в 1964 году.
Известные грантовые проекты в области высшего образования в странах Африки к югу от Сахары включают исследование комиссии Эшби 1959-60 о потребностях Нигерии в послевузовском образовании. Это исследование стимулировало увеличение помощи из Великобритании, Европы и США в системы высшего и профессионального образования африканских стран. У Гарднера был большой интерес к образованию, но как психолог он верил в поведенческие науки и призвал корпорацию финансировать большую часть фундаментальных исследований США по познанию, творчеству и процессу обучения, особенно среди маленьких детей, связывая психологию и образование. Возможно, самым важным вкладом в реформу дошкольного образования в это время стала серия образовательных исследований, проведенных Джеймсом Б. Конантом, бывшим президентом Гарвардского университета; в частности, Исследование Конанта всесторонних американских средних школ (1959) разрешило общественный спор относительно цели государственного среднего образования и доказало, что школы могли адекватно обучать как средних студентов, так и академически одаренных.
При Гарднере корпорация занималась стратегической филантропией—планировала, организовывала и сознательно создавала для достижения поставленных целей. Критерии финансирования больше не требовали только социально желательного проекта. Корпорация занималась поиском проектов, которые позволили бы получать знания, ведущие к полезным результатам, доводить их до сведения лиц, принимающих решения, общественности и средств массовой информации, с тем чтобы стимулировать обсуждение вопросов политики. Одной из главных целей стала разработка программ, которые могли бы осуществлять и масштабировать более крупные организации, особенно правительства. Политический сдвиг в сторону передачи институциональных знаний отчасти стал ответом на относительно небольшое сокращение ресурсов, что обусловило необходимость использования активов и «эффекта мультипликатора» для достижения какого-либо эффекта вообще. Корпорация считала себя законодателем моды в филантропии, часто финансируя исследования или предоставляя начальные деньги для идей, в то время как другие финансировали более дорогостоящие операции. Например, выдвинутые ею идеи привели к Национальной оценке прогресса в области образования, которая позднее была принята федеральным правительством. Самым ценным активом фонда было его чувство направления, сказал Гарднер, собирая компетентный профессиональный штат универсалов, которых он назвал своим «кабинетом стратегии» и рассматривал как ресурс, столь же важный для корпорации как её дар.

### Алан Пайфер
В то время как мнение Гарднера об образовательном равенстве должно было умножить каналы, через которые человек мог преследовать возможность, именно во время срока давнего сотрудника Алана Пайфера, который стал исполняющим обязанности президента в 1965 и президентом в 1967 (и Корпорации Карнеги и CFAT), фонд начал отвечать на требования различных групп, включая женщин, для увеличения власти и богатства. Корпорация разработала три взаимосвязанные цели: предотвращение неблагоприятного положения в области образования; равенство возможностей в области образования в школах; и расширились возможности в сфере высшего образования. Четвёртая цель этих программ заключалась в повышении эффективности демократического управления. Гранты были выделены на реформу государственного управления как лаборатории демократии, поддержку просветительских программ для избирателей и мобилизацию молодежи на голосование. Среди прочих мер: использование правовой системы стало методом достижения равных возможностей в области образования, а также удовлетворения жалоб. Корпорация присоединилась к фондам Форда и Рокфеллера и другим в финансировании образовательных судебных процессов организациями по гражданским правам. Она также инициировала многостороннюю программу подготовки афроамериканских юристов на юге страны для практики права общественных интересов и расширения юридического представительства чернокожего населения.
Сохраняя свою приверженность образованию детей в раннем возрасте, Корпорация Карнеги одобрила применение научных знаний в экспериментальных и демонстрационных программах, что впоследствии стало убедительным доказательством долгосрочных позитивных последствий высококачественного раннего образования, особенно для бедных слоев населения. Отчет 1980 года влиятельного исследования, о проекте Perry Preschool Фонда HighScope Educational Research Foundation, где отображались результаты для шестнадцатилетних детей, обучающихся в экспериментальных дошкольных программах, предоставил важные доказательства того, что гарантирован старт проекта во время глубоких сокращений федеральных социальных программ. Фонд также способствовал развитию образовательного детского телевидения и инициировал детский телевизионный семинар, продюсера «Улица Сезам» и других известных детских программ. Растущая вера в силу образовательного телевидения побудила создать Комиссию Карнеги по Образовательному Телевидению, рекомендации которой были приняты в Закон Об общественном вещании 1968 года, создавший систему общественного вещания. Многие другие доклады об образовании в США, финансируемые корпорацией в это время, включали знаменитый классовый кризис Чарльза Э. Зильбермана (1971) и спорное неравенство: переоценка влияния семьи и школьного образования в Америке Кристофером Дженксом (1973). Этот отчет подтвердил количественные исследования, например Доклад Коулмана показал, что в государственных школах ресурсы слабо коррелируют с результатами образования, что совпало с растущим интересом фонда к повышению эффективности школы.
В середине 1970-х годов Корпорация вновь начала сотрудничать с Южной Африкой, работая через университеты над расширением юридического представительства чернокожего населения и расширением практики публичного права. В Кейптаунском университете было проведено Второе Исследование Карнеги по проблемам нищеты и развития в Южной Африке, на этот раз для изучения наследия апартеида и вынесения рекомендаций неправительственным организациям в отношении действий, соизмеримых с долгосрочной целью достижения демократического межрасового общества.
Приток нетрадиционных студентов и «бэби-бумеров» в высшее образование побудил к созданию Комиссии Карнеги по Высшему Образованию (1967), финансируемой CFAT. В 1972 году CFAT стал независимым учреждением после трех десятилетий ограниченного контроля над своими собственными делами. В своих более чем девяноста докладах комиссия представила подробные предложения по обеспечению большей гибкости в структуре и финансировании высшего образования. Одним из результатов работы Комиссии стало создание федеральной программы грантов Пелла, предлагающей помощь в обучении нуждающимся студентам колледжей. Корпорация продвигала степень доктора искусств «преподавание», а также различные программы бакалавриата вне кампуса, включая степень регентов штата Нью-Йорк и Эмпайр-Стейт-Колледж. Объединённый интерес фонда к тестированию и высшему образованию привел к созданию национальной системы кредитования колледжей путём экзаменов (программа вступительных экзаменов колледжа вступительной экзаменационной комиссии College Board). Опираясь на свои прошлые программы содействия непрерывному образованию женщин, фонд выделил ряд грантов для улучшения положения женщин в академической жизни. Две другие исследовательские группы, созданные для изучения критических проблем в американской жизни, были Советом Карнеги по молодёжи (1972) и Комиссией Карнеги по будущему Общественного вещания (1977), последняя была сформирована почти через десять лет после первой комиссии.

### Дэвид Гамбург
Гамбург, врач, педагог и ученый с опытом работы в области общественного здравоохранения, стал президентом Корпорации Карнеги в 1982 году, намереваясь мобилизовать лучшие научные и научные таланты и думать о «предотвращении гнилых результатов» — от раннего детства до международных отношений. Корпорация перешла от высшего образования к образованию и здоровому развитию детей и подростков и подготовке молодежи к научно-техническому миру, основанному на знаниях. В 1984 году Корпорация создала Комиссию Карнеги по Образованию и Экономике. Его крупная публикация «A Nation Prepared» (1986) подтвердила роль учителя как «лучшей надежды» на качество начального и среднего образования. Спустя год этот доклад привел к учреждению Национального совета по стандартам профессионального обучения, чтобы рассмотреть способы привлечения способных кандидатов к преподаванию, признать и сохранить их. По инициативе Корпорации Американская ассоциация содействия развитию науки выпустила два доклада: «Наука для всех американцев» (1989) и «Контрольные показатели научной грамотности» (1993), в которых рекомендовалось общее ядро обучения в области науки, математики и технологии для всех граждан и помогало устанавливать национальные стандарты достижений.
Новым акцентом для Корпорации стала угроза миру во всем мире, которую представляют конфронтация сверхдержав и оружия массового поражения. Фонд провел научное исследование осуществимости предложенной Федеральной Стратегической оборонной инициативы и присоединился к Фонду Джона Д. и Кэтрин Т. Макартур, чтобы поддержать аналитическую работу нового поколения экспертов по контролю над вооружениями и ядерному нераспространению. После распада СССР корпоративные гранты способствовали продвижению концепции кооперативной безопасности среди бывших противников и проектов по созданию демократических институтов на постсоветском пространстве и в Центральной Европе. Целевая группа по предотвращению распространения, координируемая грантом Брукингского института, вдохновила поправку Нанна-Лугара к закону 1991 года О Сокращении угрозы СССР, призванную помочь демонтировать советское ядерное оружие и уменьшить риски распространения. Также Корпорация рассмотрела межэтнический и региональный конфликт и финансировала проекты, стремящиеся уменьшить риски более широкой войны, являющейся результатом гражданского противостояния. Две комиссии Карнеги — «уменьшение ядерной опасности» (1990) и «предотвращение смертоносных конфликтов» (1994) — рассмотрели опасности конфликтов между людьми и применения оружия массового уничтожения. Тем временем акцент Корпорации в странах Африканского Содружества сместился в сторону охраны здоровья женщин и политического развития, а также применения достижений науки и техники, включая новые информационные системы, в целях содействия проведению исследований и накоплению опыта в научных учреждениях и университетах коренных народов.
Во время пребывания Гамбурга в должности президента распространение достигло ещё большего превосходства по отношению к стратегической филантропии. Консолидация и распространение наилучших имеющихся знаний из исследований в области социальных наук и образования использовались для совершенствования социальной политики и практики в качестве партнера с крупными учреждениями, способными влиять на общественное мнение и действия. Если во времена Пайфера «агент перемен» был основным термином, то при Гамбурге «связь» стала поговоркой. Корпорация все активнее использовала свои полномочия по созыву совещаний для объединения экспертов в различных дисциплинарных и секторальных областях в целях достижения политического консенсуса и содействия сотрудничеству.
Продолжая традицию, фонд учредил несколько других крупных исследовательских групп, часто под руководством президента и под руководством специального персонала. Потребности детей и молодежи в области образования и развития в возрасте от рождения до 15 лет охватывались тремя группами: Советом Карнеги по развитию подростков (1986), Целевой группой Карнеги по удовлетворению потребностей детей младшего возраста (1991) и Целевой группой Карнеги по обучению в начальных классах (1994). Другая, Комиссия Карнеги по науке, технике и правительству (1988), рекомендовала, каким образом правительство на всех уровнях могло бы более эффективно использовать науку и технику в своей деятельности и политике. Совместно с Фондом Рокфеллера Корпорация финансировала Национальную комиссию по преподаванию и будущему Америки, чей доклад «Что важнее всего» (1996) обеспечил основу и повестку дня для реформы образования учителей по всей стране. Эти исследовательские группы опирались на знания, полученные в рамках грантовых программ, и вдохновляли последующие гранты на выполнение их рекомендаций.

### Вартан Григорян
В период президентства Вардана Григоряна Корпорация Карнеги пересмотрела структуру управления и грантовые программы. В 1998 году Корпорация учредила четыре основных раздела программы: образование, международный мир и безопасность, международное развитие и демократия. В этих четырёх основных областях Корпорация продолжала заниматься основными вопросами, стоящими перед высшим образованием. На национальном уровне она подчеркнула важность реформы педагогического образования и рассмотрела текущее состояние и будущее гуманитарного образования в США. За рубежом Корпорация стремилась разработать методы укрепления высшего образования и публичных библиотек в странах Африканского Содружества. В качестве межпрограммной инициативы и в сотрудничестве с другими фондами и организациями Корпорация учредила программу стипендиатов, предлагая финансирование отдельным ученым, особенно в области социальных и гуманитарных наук, в независимых государствах бывшего Советского Союза.